# Jedinstvo Belgrad
Jedinstvo Belgrad (serb. CK Jeдинcтвo Бeoгpaд) – klub piłkarski z Belgradu działający w latach 1924−1945. Przez dwa sezony brał udział w rozgrywkach Prva liga Jugoslavije.